# 库维克塔村委员会
库维克塔村委员会（俄语：Кувыктинский сельсовет）是俄罗斯联邦阿穆尔州腾达区所属的一个村委员会。其下辖有1个居民点，行政中心为库维克塔。据2016年统计，该村委员会的人口为306人。